# SPAR

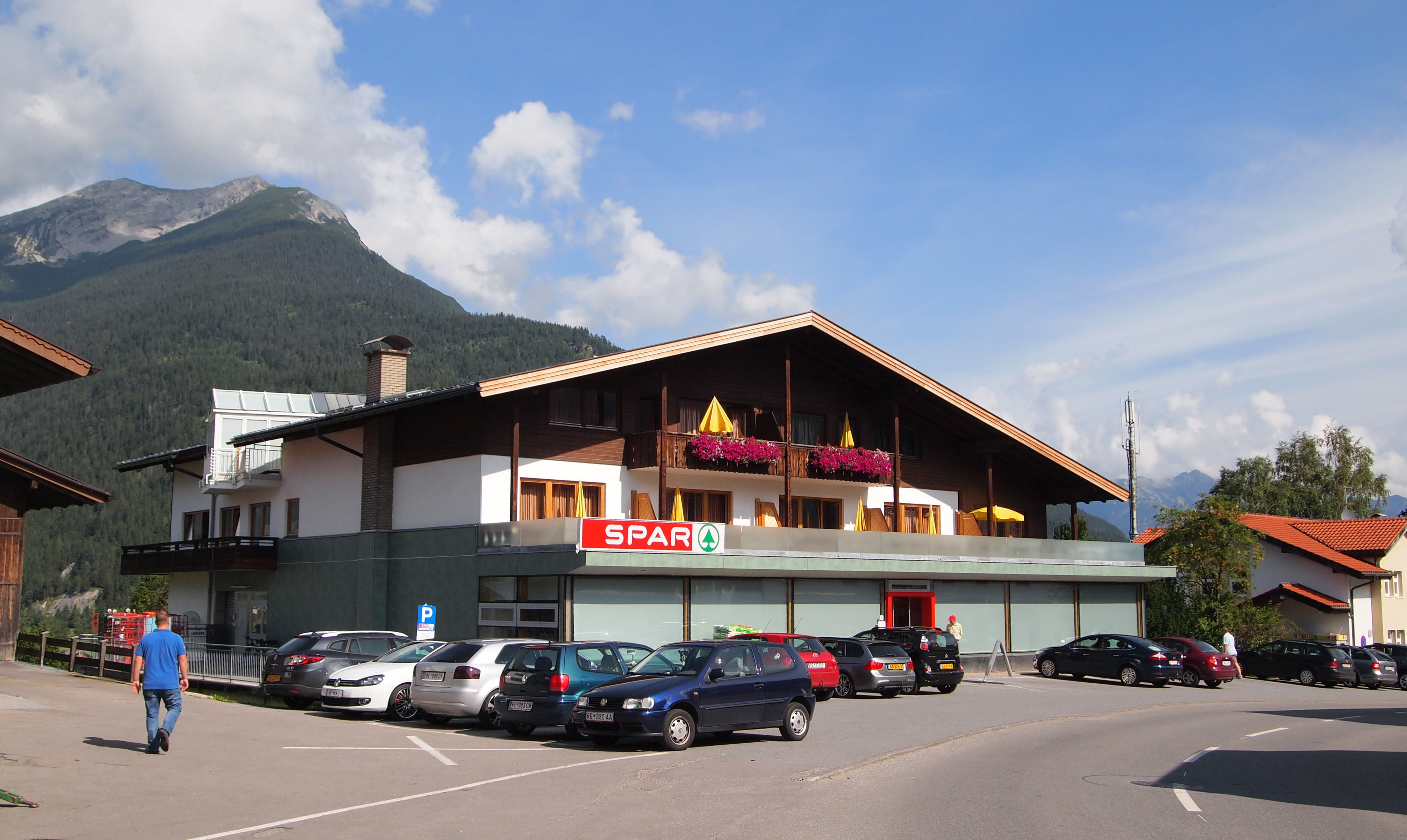
SPAR

SPAR este un retailer de produse alimentare, înființat în 1932 în Țările de Jos.
Compania este prezentă în 33 de țări și 4 continente, cu 13.510 supermarketuri (anul 2007).
În România, SPAR deține 20 de supermarketuri (februarie 2009), operate de firma Spar din Arad, care deține franciza pentru România a grupului.
Compania din Arad este controlată de Astral Impex din Arad. La 8 aprilie 2013 s-a închis ultimul magazin din România și retailerul olandez a ieșit de pe piața română.
Cifra de afaceri în 2007: 27 miliarde Euro.
Pe fondul crizei financiare, firma arădeană se află în insolvență.